# Sud-ouest de l'Idaho
 (octobre 2024).
Le contenu est difficilement compréhensible vu les erreurs de traduction, qui sont peut-être dues à l'utilisation d'un logiciel de traduction automatique.
 (octobre 2024).
Améliorez-le ou discutez des points à vérifier. 

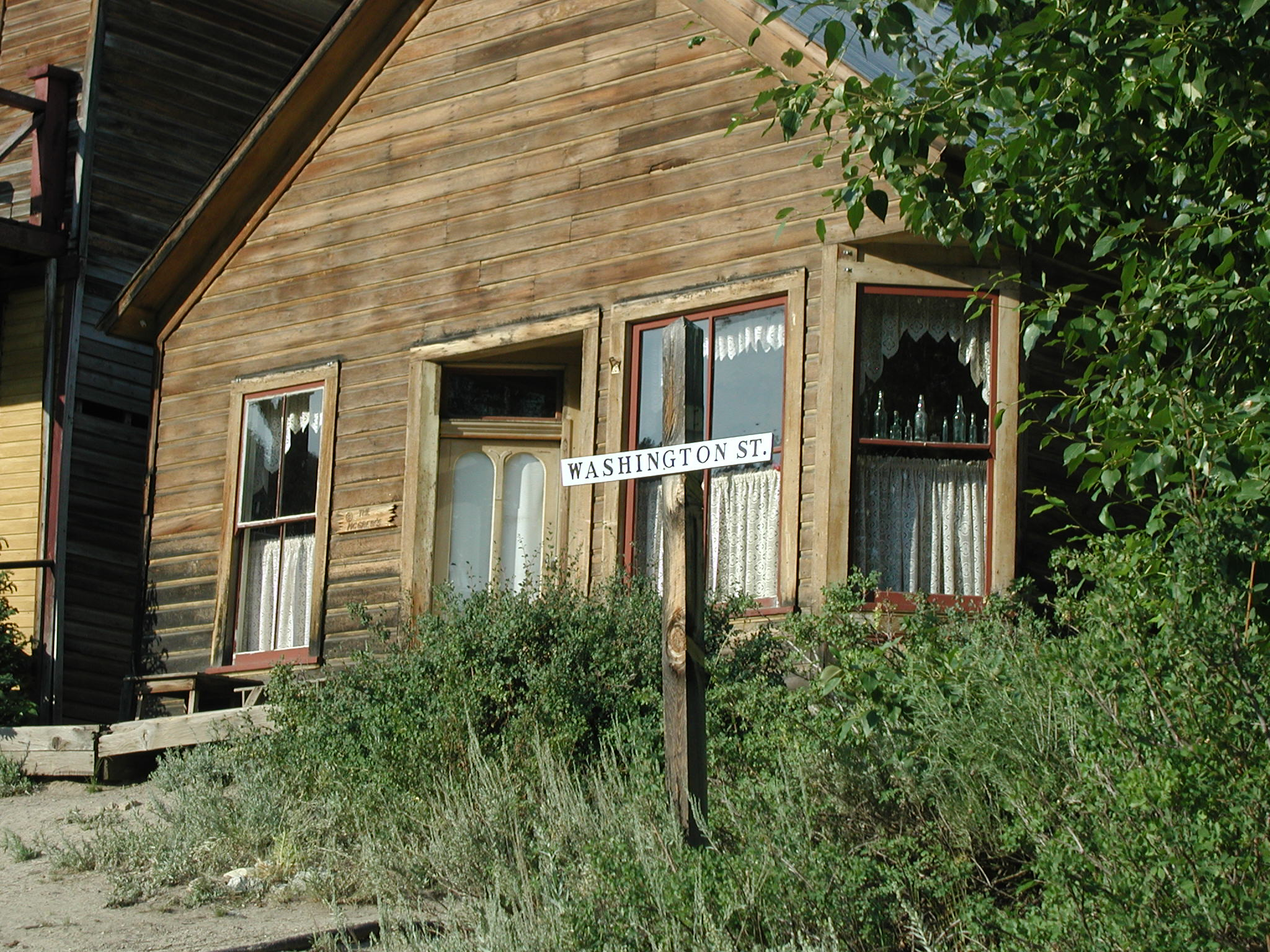
Un bâtiment historique à Silver City, une ville fantôme située dans le sud-ouest de l'Idaho.

Le sud-ouest de l'Idaho est un terme géographique désignant la zone située le long des frontières de l'État américain de l'Idaho avec l'Oregon et le Nevada. Il comprend les zones peuplées de la zone métropolitaine de Boise et de la Treasure Valley,.
Les comtés d'Ada, Adams, Boise, Canyon, Elmore, Gem, Owyhee, Payette, Valley et Washington sont inclus dans la région.

## Démographie
Lors du recensement de 2020, la région des dix comtés comptait une population combinée de 845 395 personnes, soit 45,9 % de la population de l'État. Ada et Canyon sont les deux comtés les plus peuplés de l'Idaho, et tous deux ont connu (respectivement) une croissance démographique de 36,6 % et 31,2 % depuis 2010, ce qui en fait l'un des comtés connaissant la croissance la plus rapide en termes de population dans l'État.
La plus grande ville du sud-ouest de l'Idaho, et de l'État, est Boise, avec une population de 235 684 habitants. Les autres grandes villes comprennent Meridian, Nampa, Caldwell, Fruitland, Weiser, Homedale, McCall et Emmett.

## Histoire

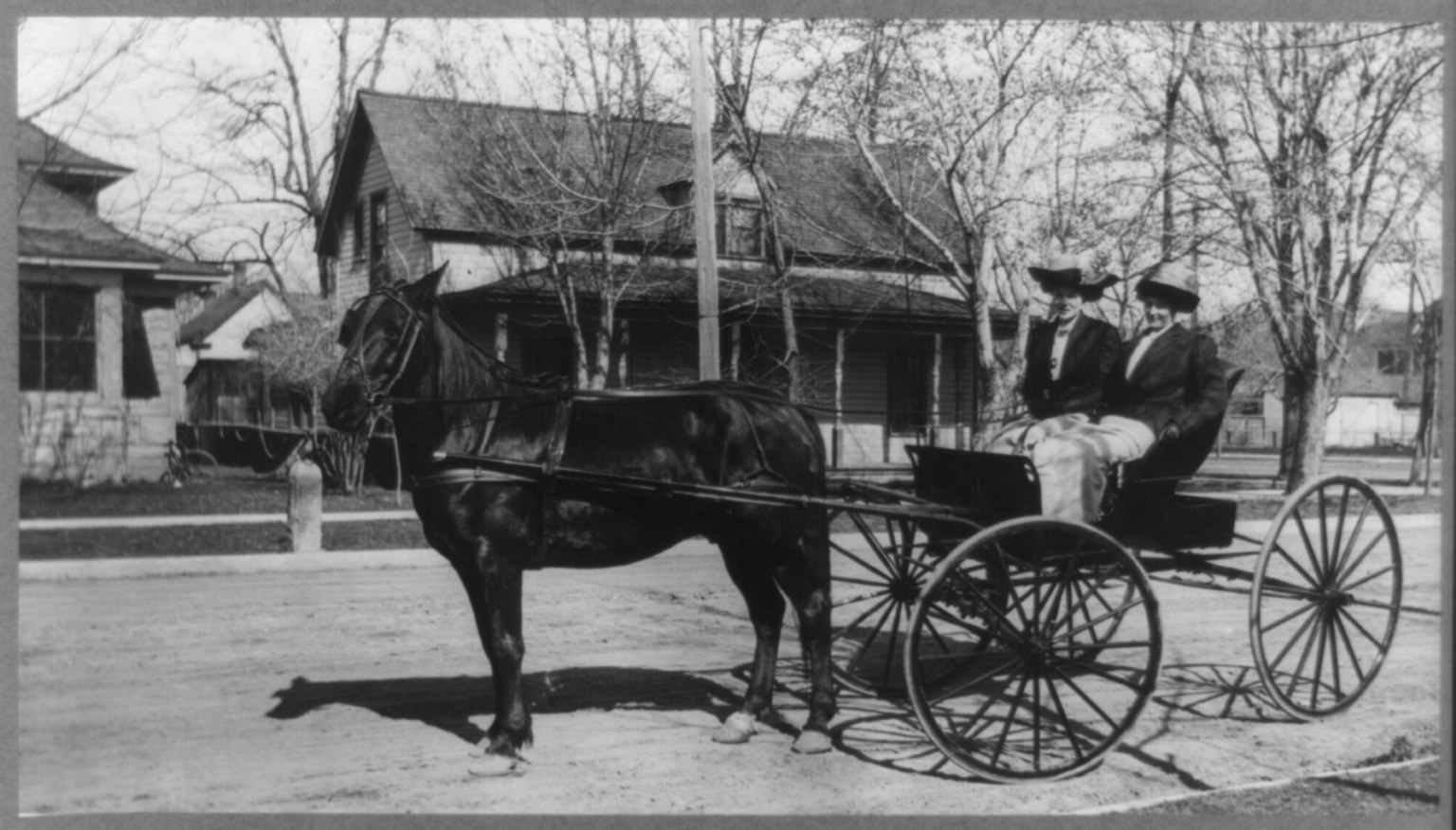
Femmes voyageant dans un camion à Boise, Idaho, 1910.

Le sud-ouest de l'Idaho était à l'origine habité par trois principales tribus amérindiennes : les Shoshone-Bannock, les Nez-Percés et les Païutes du Nord. Ces peuples furent parmi les premiers habitants de l'Idaho, s'installant dans la région il y a 12 000 ans. Les tribus amérindiennes étaient nomades, adoptant un mode de vie de chasseurs-cueilleurs, et se rendaient chaque année dans la vallée de Boise, où se déroulait également la pêche au saumon.
À la fin du XVIe siècle, les explorateurs espagnols ont exploré certaines parties de l'Ouest américain, notamment le sud-ouest de l'Idaho, et ont fait découvrir aux Amérindiens de la région les cochons, les chevaux, la volaille domestique, le maïs, les tomates et l'ail. Après l'expédition Lewis et Clark dans l'Idaho, les trappeurs franco-canadiens ont exploré davantage la région. Les hommes des montagnes, notamment les Espagnols et les Mexicains, vivaient de la terre dans le sud-ouest de l'Idaho, faisant du commerce avec les Amérindiens de la région. Cependant, ce n'est qu'avec le développement ultérieur de l'Oregon, l'exode massif de colons vers l'Ouest sur les pistes de l'Oregon, de Californie et des Mormons, l'établissement de Fort Boise et la ruée vers l'or de l'Idaho dans les années 1850 et 1860 que la colonisation du sud-ouest de l'Idaho a commencé à augmenter. Afin de soutenir les villes minières, telles qu'Idaho City, Booneville, Ruby City et Silver City, de nombreuses entreprises d'élevage et d'agriculture ont été créées dans la région. L'une des plus grandes exploitations d'élevage en 1869 se trouvait dans le comté d'Owyhee, où 1 400 têtes de bétail étaient à l'origine conduites dans le comté, ce qui a donné naissance à l'industrie bovine de la région qui perdure aujourd'hui. À une époque inconnue, on estimait à 100 000 le nombre de têtes de bétail dans la région d'Owyhee.
Pendant ce temps, les communautés des forêts et des montagnes du sud-ouest de l'Idaho ont commencé à se développer. N. B. Willey, futur gouverneur de l'Idaho, a écrit au Warren Times, suscitant l'intérêt pour la région autour du lac Payette, le futur site de McCall. En quelques années, des pêcheries commerciales ont commencé à s'installer sur le lac Payette, vendant du saumon quinnat frais, salé et séché et du poisson blanc dans les régions de la vallée de Boise. Au fil du temps, des infrastructures, notamment un hôtel, le sentier Meadow-to-Warren (aujourd'hui l'Idaho State Highway 55) et un bureau de poste ont fait de la rive sud du lac Payette le centre de l'exploitation minière, des loisirs, de la foresterie et de l'agriculture de la région de McCall. Au cours des vingt années suivantes, l'expansion s'est poursuivie avec des camps commerciaux, davantage d'hôtels, des clubs privés, des camps d'église et des visites panoramiques.
Au cours de cette période, les tribus amérindiennes qui habitaient le sud-ouest de l'Idaho furent contraintes de s'installer dans des réserves dans les années 1870, la guerre des Nez-Percés étant un conflit majeur de cette période. En 1877, toutes les tribus originaires du sud-ouest de l'Idaho étaient installées dans des réserves.

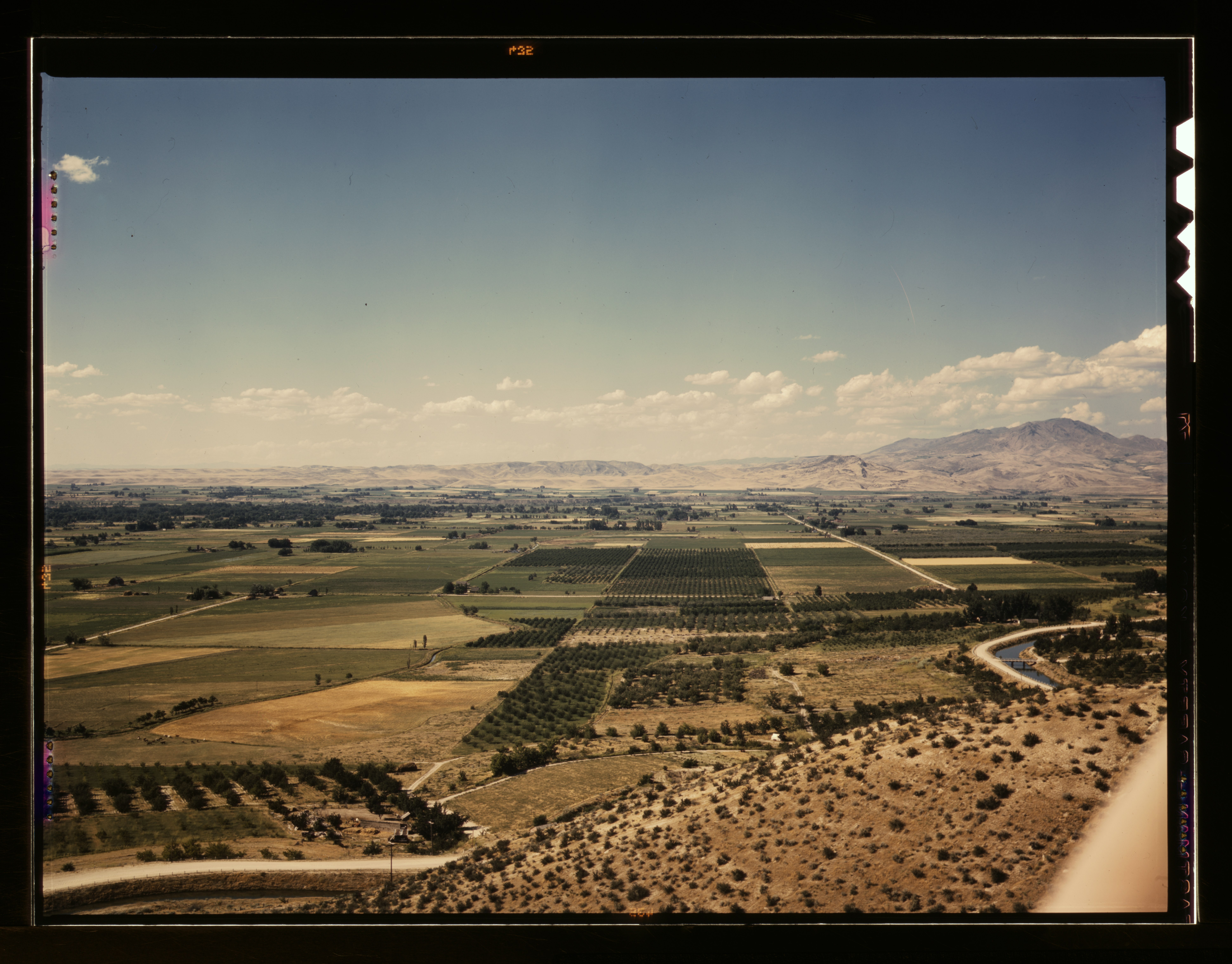
Vergers de cerisiers, terres agricoles et irrigation situés à Emmett, Idaho. Cette photo a été prise en juillet 1941.

La croissance rapide et exponentielle fut relativement contenue par les limites de l'agriculture et de l'irrigation au cours du demi-siècle suivant, car le sud-ouest de l'Idaho a un climat aride qui rend difficile l'agriculture pratique à long terme. De nombreuses petites entreprises privées cherchèrent à établir l'irrigation dans les terres situées en dehors des terres facilement arrosables près de la vallée de Boise, mais elles étaient souvent désorganisées et avaient du mal à s'étendre à des zones plus vastes. Ainsi, la loi Casey, adoptée en 1894, permettait aux États de remise en état dotés de terres publiques de vendre des parcelles de 160 acres aux agriculteurs, qui disposaient ensuite de districts d'irrigation approuvés par le bureau d'ingénierie de remise en état de l'État pour apporter l'irrigation à ces parcelles de superficie ; un exemple notable est le Pioneer Irrigation District, établi en 1900 près de Caldwell et des zones environnantes (comme Notus et Middleton).
L'Idaho est l'État qui a le plus bénéficié de la loi Casey, avec environ 60 % de toutes les terres utilisées par la loi Casey situées dans l'Idaho, y compris dans le sud-ouest de l'Idaho. Au début des années 1900, des projets de remise en état, tels que le barrage d'Arrowrock, le canal de New York, le barrage Cascade et le barrage Anderson Ranch, ont tous contribué à irriguer et à rendre la région plus durable et plus vivable. Ces projets, associés au pompage souterrain de l'eau (commencé en 1950), continuent d'approvisionner le sud-ouest de l'Idaho en eau.
Dans l'histoire récente, trois villes du sud-ouest de l'Idaho ont été parmi celles qui ont connu la croissance la plus rapide du pays : Meridian, Nampa et Caldwell ont toutes connu une croissance démographique supérieure ou égale à 5 % de juillet 2020 à juillet 2021. Pour mettre les choses en contexte, l'Idaho est l'un des États qui connaît la croissance la plus rapide aux États-Unis ; En 2022, les responsables du recensement ont estimé que la population de l'Idaho avait augmenté de 1,8 % entre juillet 2021 et juillet 2022, ce qui en fait le deuxième État à la croissance la plus rapide du pays.
Aujourd'hui, le sud-ouest de l'Idaho est la principale et la plus connue des zones métropolitaines de l'Idaho, avec de nombreuses industries, les plus importantes (en termes de nombre moyen d'employés) étant l'éducation et les services de santé, le commerce, les transports et les services publics, les services professionnels et commerciaux, les loisirs et l'hôtellerie, et la construction.

## Éducation

### Éducation publique
Dans le sud-ouest de l'Idaho, les écoles primaires et secondaires sont souvent gérées par des modèles de districts scolaires, notamment le district scolaire de Boise et le district scolaire de Meridian. Ces districts scolaires susmentionnés disposaient du montant le plus élevé de financement et de fonds de réserve de l'État pour l'année scolaire 2020-21, le district scolaire de Meridian ayant plus de 376,5 millions de dollars et le district scolaire de Boise plus de 322,7 millions de dollars. Chaque district abrite un tiers de ce financement dans des réserves.

### Collèges et universités
Le département du commerce de l'État de l'Idaho reconnaît les établissements d'enseignement supérieur suivants dans le sud-ouest de l'Idaho :
- Boise State University
- College of Western Idaho
- Northwest Nazarene University
- The College of Idaho

Il existe également de nombreux sites d'extension dans le sud-ouest de l'Idaho pour l'Idaho State University, l'University of Idaho et le Treasure Valley Community College. Il existe également d'autres établissements d'enseignement supérieur qui ne sont pas répertoriés sur le site Web du Département du commerce de l'État de l'Idaho, notamment le Boise Bible College, l'Idaho Baptist College et le Northwest Lineman College.

## Villes et villages
- Atlanta
- Boise
- Bruneau
- Caldwell
- Cambridge
- Cascade
- Council
- Donnelly
- Eagle
- Emmett
- Fruitland
- Garden Valley
- Glenns Ferry
- Grand View
- Greenleaf
- Homedale
- Horseshoe Bend
- Idaho City
- Kuna
- Lowman
- Marsing
- McCall
- Melba
- Meridian
- Middleton
- Midvale
- Mountain Home
- Murphy
- Nampa
- New Meadows
- New Plymouth
- Notus
- Parma
- Payette
- Silver City
- Star
- Weiser
- Wilder
- Yellow Pine